# Boxe aux Jeux panaméricains de 1967
Navigation
Édition précédente Édition suivante
Les compétitions de boxe anglaise des Jeux panaméricains 1967 se sont déroulées du 24 juillet au 6 août à Winnipeg, Canada.

## Résultats

### Podiums
| Catégories                    | Or                  | Argent            | Bronze                              |
| Poids mouches (-51 kg)        | Francisco Rodriguez | Ricardo Delgado   | Walter Henry Harlan Marbley         |
| Poids coqs (-54 kg)           | Juvencio Martínez   | Fermín Espinoza   | Guillermo Velazquez Armando Mendoza |
| Poids plumes (-57 kg)         | Miguel García       | Francisco Oduardo | Freiton Caban Albert Robinson       |
| Poids légers (-60 kg)         | Enrique Regüeiferos | Luis Minami       | Ronnie Harris Juan Rivero           |
| Poids super-légers (-63,5 kg) | James Wallington    | Hugo Sclarandi    | Alfredo Morales Guillermo Salcedo   |
| Poids welters (-67 kg)        | Andres Molina       | Mario Guilloti    | Alfonso Ramírez Jesse Valdez        |
| Poids super-welters (-71 kg)  | Rolando Garbey      | Víctor Galíndez   | Agustin Zaragoza Donato Paduano     |
| Poids moyens (-75 kg)         | Jorge Ahumada       | Luis Fabre        | Joaquin Delis Carlos Franco         |
| Poids mi-lourds (-81 kg)      | Arthur Redden       | Juan José Torres  | Manuel Castanon Marijan Kholar      |
| Poids lourds (+81 kg)         | Forest Ward         | José Cabrera      | Ricardo Aguad                       |

### Tableau des médailles
| Place | Pays              | Médaille d'or, Amérique | Médaille d'argent, Amérique | Médaille de bronze, Amérique | Total |
| ----- | ----------------- | ----------------------- | --------------------------- | ---------------------------- | ----- |
| 1     | Cuba              | 3                       | 3                           | 1                            | 7     |
| 2     | États-Unis        | 3                       | 0                           | 4                            | 7     |
| 3     | Argentine         | 2                       | 4                           | 1                            | 7     |
| 4     | Mexique           | 1                       | 1                           | 4                            | 6     |
| 5     | Venezuela         | 1                       | 0                           | 2                            | 3     |
| 6     | Brésil            | 0                       | 1                           | 0                            | 1     |
| 6     | Pérou             | 0                       | 1                           | 0                            | 1     |
| 8     | Canada            | 0                       | 0                           | 3                            | 3     |
| 9     | Uruguay           | 0                       | 0                           | 2                            | 2     |
| 10    | Chili             | 0                       | 0                           | 1                            | 1     |
| 10    | Porto Rico        | 0                       | 0                           | 1                            | 1     |
| Total | 11 pays médaillés | 10                      | 10                          | 20                           | 40    |